# Dromotropismo

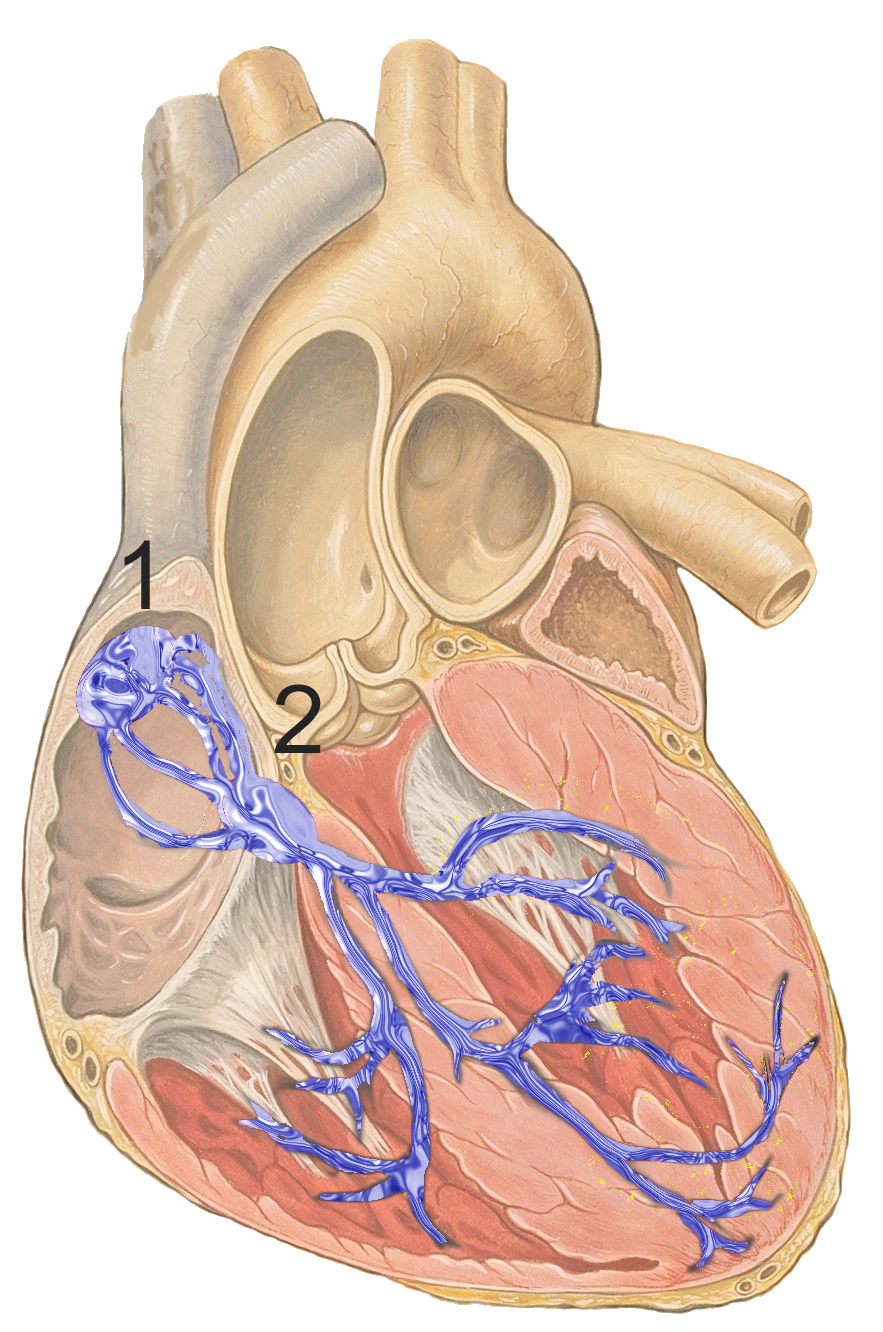
Sistema de conducción eléctrica del corazón.
1. Nodo sinusal.
2. Nodo auriculoventricular

En fisiología cardiovascular, el término dromotropismo o conductibilidad se refiere a la capacidad que presenta el corazón de realizar la transmisión de impulsos eléctricos a través del sistema de conducción eléctrica del corazón. Los impulsos que circulan por este sistema son los que provocan la contracción del miocardio, haciendo posible el funcionamiento adecuado del corazón como una bomba que impulsa la sangre hacia los tejidos. Se entiende por dromotropismo positivo al efecto de aumentar la velocidad de conducción de los estímulos, por el contrario dromotropismo negativo es la acción contraria. Numerosos fármacos utilizados en medicina tienen efecto dromotrópico positivo, entre ellos la adrenalina. También se emplean medicamentos con efecto dromotrópico negativo, como el digital, la amiodarona y el verapamil, útiles en el tratamiento de determinadas arritmias en las que la conducción del impulso eléctrico por el corazón es demasiado veloz.

## Propiedades del corazón
El dromotropismo se considera clásicamente como una de las propiedades fundamentales del corazón:
- Inotropismo o capacidad de contracción.
- Cronotropismo, también llamado automatismo.
- Dromotropismo o conductividad.
- Batmotropismo o excitabilidad.
- Lusitropismo o capacidad de relajación.

## Velocidad de conducción

En condiciones normales el impulso nervioso se genera en el nodo sinusal del corazón, desde donde se distribuye a las aurículas, el impulso tarda únicamente 0,09 segundos en llegar al extremo de las aurículas y más del doble (0,22 segundos) en alcanzar el último extremo del ventrículo, ello se debe en parte a que se produce un retardo de 0,12 segundos en la transmisión aurículo-ventricular. Por este motivo se contraen primero las aurículas y posteriormente los ventrículos, lo que hace posible una función eficaz del corazón.